# الإعجاز الطبي في القرآن
الإعجاز الطبي في القرآن يقصد به المسائل الطبية التي أشار إليها القرآن ولم يكن علم الطب قد توصل إليها حين نزل القرآن.

## أمثلة

### ضيق التنفس عند الإرتفاع
﴿فَمَنْ يُرِدِ اللَّهُ أَنْ يَهدِيَهُ يَشْرَحْ صَدْرَهُ لِلْإِسْلَامِ وَمَنْ يُرِدْ أَنْ يُضِلَّهُ يَجْعَلْ صَدْرَهُ ضَيِّقًا حَرَجًا كَأَنَّمَا يَصَّعَّدُ فِي السَّمَاءِ كَذَلِكَ يَجْعَلُ اللَّهُ الرِّجْسَ عَلَى الَّذِينَ لَا يُؤْمِنُونَ ۝١٢٥﴾ [الأنعام:125] أننا كلما ارتفعنا عن سطح البحر يقل الضغط الجوي وتقل نسبة الأكسجين في الدم فيضيق صدر الإنسان بالفعل.

### الفاكهة قبل البروتين
﴿وَفَاكِهَةٍ مِمَّا يَتَخَيَّرُونَ ۝٢٠ وَلَحْمِ طَيْرٍ مِمَّا يَشْتَهُونَ ۝٢١﴾ [الواقعة:20–21] تقديم الفاكهة علي اللحم حيث ينصح الأطباء بتناول الفاكهة والمعدة خالية، لأنه عند تناول الطعام المطبوخ كلما ازدادت التشكيلة ونوعية الطعام يحتمل إصابة المعدة بالمشاكل ويزداد ذلك بنسبة كبيرة إذا تم تناول الفاكهة.

### حليب الأم
﴿وَوَصَّيْنَا الْإِنْسَانَ بِوَالِدَيْهِ حَمَلَتْهُ أُمُّهُ وَهْنًا عَلَى وَهْنٍ وَفِصَالُهُ فِي عَامَيْنِ أَنِ اشْكُرْ لِي وَلِوَالِدَيْكَ إِلَيَّ الْمَصِيرُ ۝١٤﴾ [لقمان:14] التأكيد علي أهمية الرضاعة لمدة عامين، فظل أطباء الأطفال ولسنوات طويلة واقعين تحت تأثير المقولة بأن حليب البقر يحتوي على بروتين أكثر 3إلى 4 أضعاف مما يحتويه حليب الأم وتوصلت الأبحاث مؤخراً إلى أن العبرة ليست دائماً بالكم وإنما بالكيف والنوع إذ ثبت بعد ذلك أن نسبة البروتين هذه في حليب الأم تعتبر مثالية بالرغم من كمه المحدد نسبياً ثم إن تواجد بروتين مصل الحليب (الشرش) ذي القيمة الغذائية والمناعة العاليتين فيه تصل إلى حوالي 80% بينما تبلغ هذه النسبة في مصل الحليب البقري 20% فقط. كما اكتشف العلماء إن ما يحتويه حليب الأم من بروتين يتناسب عكسياً مع نمو الطفل كلما كان الطفل صغيراً كانت كمية البروتين كبيرة ثم تقل كميته تدريجياً مع تدرج الطفل في نموه إضافة إلى تغير كميته من يوم إلى آخر، بل من وقت إلى آخر في اليوم الواحد تبعا لتغير حاجة الرضيع، علما أن بعض البروتينات الموجودة في حليب البقر تسبب أمراضاً للطفل كالربو والاكزما والتهاب المعدة والأمعاء الحساسية المنشأ.
وفي دراسة أجريت بفنلندا عام 1994 منشورة في مجلة المناعة الذاتية يقول المؤلفون : إن بروتين لبن الأبقار يمر بحالته الطبيعية من الغشاء المبطن للجهاز الهضمي نتيجة عدم اكتمال نمو هذا الغشاء من خلال ممرات موجودة فيه، حيث أن أنزيمات الجهاز الهضمي لا تستطيع تكسير البروتين إلى أحماض أمينية، ولذلك يدخل بروتين لبن الأبقار كبروتين مركب، مما يحفز على تكوين أجسام مناعية داخل جسم الطفل. وتشير المراجع الحديثة إلى أن الإنزيمات والغشاء المبطن للجهاز الهضمي وحركية هذا الجهاز وديناميكية الهضم والامتصاص لا يكتمل عملها بصورة طبيعية في الأشهر الأولى بعد الولادة، وتكتمل تدريجيـًا حتى نهاية العام الثاني.

### الحيوانات النافقة
﴿حُرِّمَتْ عَلَيْكُمُ الْمَيْتَةُ وَالدَّمُ وَلَحْمُ الْخِنْزِيرِ وَمَا أُهِلَّ لِغَيْرِ اللَّهِ بِهِ وَالْمُنْخَنِقَةُ وَالْمَوْقُوذَةُ وَالْمُتَرَدِّيَةُ وَالنَّطِيحَةُ وَمَا أَكَلَ السَّبُعُ إِلَّا مَا ذَكَّيْتُمْ وَمَا ذُبِحَ عَلَى النُّصُبِ وَأَنْ تَسْتَقْسِمُوا بِالْأَزْلَامِ ذَلِكُمْ فِسْقٌ الْيَوْمَ يَئِسَ الَّذِينَ كَفَرُوا مِنْ دِينِكُمْ فَلَا تَخْشَوْهُمْ وَاخْشَوْنِ الْيَوْمَ أَكْمَلْتُ لَكُمْ دِينَكُمْ وَأَتْمَمْتُ عَلَيْكُمْ نِعْمَتِي وَرَضِيتُ لَكُمُ الْإِسْلَامَ دِينًا فَمَنِ اضْطُرَّ فِي مَخْمَصَةٍ غَيْرَ مُتَجَانِفٍ لِإِثْمٍ فَإِنَّ اللَّهَ غَفُورٌ رَحِيمٌ ۝٣﴾ [المائدة:3] تحريم الميتة ثبت علمياً وبشكل مؤكد أن جسم الميتة في الحيوانات يحتبس فيه الدم بكل رواسبه وسمومه وخاصة الموجودة في الدم الوريدي، وقد يتخلل جميع الأنسجة اللحمية، وتبدأ السموم عملها في كل خلايا الجسـم، فتكتسب الميتة اللون الداكن، وتمتلئ الأوردة السطحية بالدماء، وتتوقف الدورة الدموية دون أن يتسرب حتى ولو قدر ضئيل من تلك الدمـاء إلى خارج الجسم، وتصبح بذلك الميتة كلها بؤرة فاسدة للأمراض.

### تحريم الدم
تحريم الدم إذا كان الحيوان مريضاً فإن الميكـروبات تتكاثر عادة في دمه، لأنها تستعمله كوسيلة للانتقال من عضو إلى آخر، كما أن إفرازات الميكروب وسماته تنتقل عن طريق الدم أيضاً، وهنا يكمن الخطر لأنه إذا شرب الإنسـان الدم فستنتقل إليه كل هذه الميكروبات وإفرازاتها، وتتسبـب في أمراض كثيرة مثل ارتفاع البولينا في الدم، مما يهدد بحدوث فشل كلوي أو ارتفاع نسبة الأمونيا في الدم وحدوث غيبوبة كبداية.

### استخدامات عسل النحل
- ﴿وَأَوْحَى رَبُّكَ إِلَى النَّحْلِ أَنِ اتَّخِذِي مِنَ الْجِبَالِ بُيُوتًا وَمِنَ الشَّجَرِ وَمِمَّا يَعْرِشُونَ ۝٦٨ ثُمَّ كُلِي مِنْ كُلِّ الثَّمَرَاتِ فَاسْلُكِي سُبُلَ رَبِّكِ ذُلُلًا يَخْرُجُ مِنْ بُطُونِهَا شَرَابٌ مُخْتَلِفٌ أَلْوَانُهُ فِيهِ شِفَاءٌ لِلنَّاسِ إِنَّ فِي ذَلِكَ لَآيَةً لِقَوْمٍ يَتَفَكَّرُونَ ۝٦٩﴾ [النحل:68–69]